# 초행
"초행"은 2017년에 개봉한 대한민국의 영화이다. 로카르노 영화제 출품작이다.

## 줄거리
7년차 커플 수현(조현철)과 지영(김새벽). 그들에게 결혼을 생각할 시기가 찾아온다. 미술 강사와 방송국 계약직이라는 현실, 지영 어머니의 결혼 강요와 수현의 복잡한 가정사까지, 결혼을 준비하면서 냉혹한 현실과 부딪히며 성장하는 드라마이다.

## 캐스팅
- 김새벽 : 지영 역
- 조현철 : 수현 역
- 기주봉 : 지영아버지 역
- 조경숙 : 지영어머니 역
- 정도원 : 민혁 역
- 문창길 : 수현아버지 역
- 길해연 : 수현어머니 역
- 류제승 : 동욱 역
- 양홍주 : 박씨 역